# Giacomo da Ghazir
Giacomo da Ghazīr, al secolo Khalīl al-Haddād (Ghazir, 1º febbraio 1875 – Beirut, 26 giugno 1954), è stato un presbitero libanese, frate cappuccino e fondatore della congregazione delle Francescane della Croce del Libano. È stato beatificato nel 2008 da papa Benedetto XVI.

## Biografia
Terzo di cinque fratelli, lavorò come insegnante in Egitto e nel 1892 entrò nel noviziato cappuccino di Khashbau, prendendo il nome religioso di Giacomo. Emise i voti perpetui nel 1898 e nel 1901 fu ordinato sacerdote.
Fu assegnato al convento di Beirut: promosse numerose opere a favore dell'infanzia e la costituzione di fraternità di terziari secolari cappuccini.
Acquistò la collina di Jall-Eddib con l'intento di edificarvi un santuario e una croce: vi sorse un centro per la cura dei disabili e l'assistenza agli orfani e agli anziani non autosufficienti. Per dirigere l'opera, istituì la congregazione delle Francescane della Croce del Libano.
Morì nel 1954.

## Il culto
La sua causa di canonizzazione fu introdotta il 24 febbraio 1979.
Il 21 dicembre 1992 papa Giovanni Paolo II ha decretato le sue "virtù eroiche" riconoscendogli il titolo di venerabile.
È stato proclamato beato a Beirut il 22 giugno 2008 nel corso di un rito presieduto dal cardinale José Saraiva Martins.
La sua memoria liturgica ricorre il 26 giugno (dies natalis).